# هکتور تیبرخین
هکتور تیبرخین (انگلیسی: Hector Tiberghien; ۱۹ فوریهٔ ۱۸۸۸ – ۱۷ اوت ۱۹۵۱) دوچرخه‌سوار اهل بلژیک بود.
از باشگاه‌هایی که در آن بازی کرده‌است می‌توان به تیم دوچرخه‌سواری پژو اشاره کرد.